# هيتاشي فوريومونو

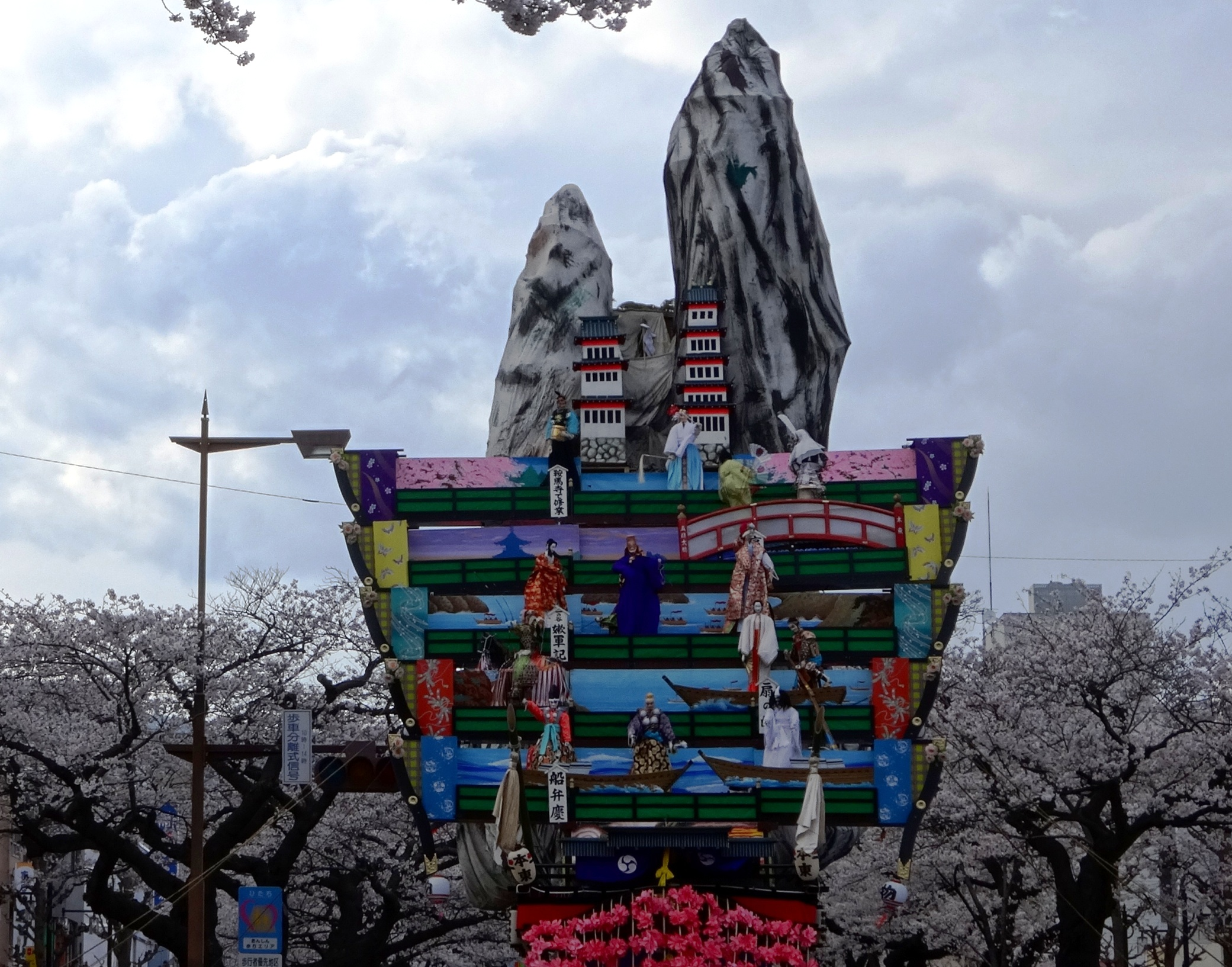
Omote-yama (表山)، المهرجان عربة في هيتاشي فوريومونو

هيتاشي فوريومونو (日立風流物) هو مهرجان عسكري في مدينة هيتاشي، اليابان. يُقام خلال هيتاشي ساكورا ماتسوري (日立さくらまつり)، وهو مهرجان سنوي لزهور الكرز في إبريل، وفي المهرجان الكبير في ضريح كامين مرة واحدة كل سبع سنوات في مايو. وقد تم تسجيله في قوائم اليونسكو للتراث الثقافي غير الملموس كجزء من "Yama, Hoko, Yatai, float festivals in Japan", 33 مهرجانًا تقليديًا يابانيًا.

## المهرجان
الفوريومونو هو عرض للدمى يُقام على عربات. لكل من أربع مجتمعات محلية - كيتا ماتشي (北町)، هيغاشي ماتشي (東町)، نيشي ماتشي (西町) وموتو ماتشي (元町) - عربة خاصة بها. خلال المهرجان السنوي، يقدم أحد المجتمعات عربتها كل عام. في المهرجان الكبير في ضريح كامين، تتنافس المجتمعات الأربعة على أمهر محركي الدمى وأفضل استضافة للإله المحلي.
تزن العربات خمسة أطنان، وتبلغ ارتفاعها 15 مترًا، وتتراوح عرضها بين 3 و8 أمتار. لكل عربة خشبية منخفضة مكونة من خمس طوابق، وتقوم الدمى على كل طابق بتمثيل مشهد من قصة واحدة على التوالي.
يتحكم في كل دمية من قبل ثلاثة إلى خمسة محركين يتلاعبون بالحبال.

## التاريخ
يعود أصل العرض إلى عام 1695. وفقًا لضريح كامين، عين توكوغاوا ميتسوكوني، اللورد الثاني لمقاطعة ميتو، ضريح كامين كـ "سو تشينجو"، الضريح الوصي المحلي. أُقيمت مهرجانات دينية وتم تخصيص عوامات للضريح.
في أوائل القرن الثامن عشر، بدأ عرض الدمى الذي كان يقلد "نينغيو جوروري"، المسرحية العرائسية مع السرد المرتل الذي كان شائعًا جدا في منطقة إيدو وأوساكا في ذلك الوقت.
في عام 1945، فُقِدَت معظم العوامات في كوارث الحرب، ولكن تم استعادة "فوريومونو" في عام 1958. بالإضافة إلى ذلك، تم تسجيل العوامة الحالية كـ ممتلك ثقافي شعبي هام في عام 1959. في عام 1977، تم تسجيل "فوريومونو" كـ ممتلك ثقافي شعبي غير ملموس هام.
في عام 2009، تم إدراجه في قوائم التراث الثقافي غير المادي لليونسكو مع موكب "ياماهوكو" في مهرجان غيون ماتسوري. في عام 2016، تم تسجيل هذين الموكبين و31 مهرجانًا تقليديًا على قوائم التراث الثقافي غير المادي لليونسكو باسم "مهرجانات ياما، هوكو، ياتاي، مهرجانات العوامات في اليابان"، وهي أمثلة تمثيلية توضح تنوع الثقافات المحلية في اليابان.

## قراءات إضافية
- Thornbury، B.E. (1997). الفنون الشعبية التنفيذية: الثقافة التقليدية في اليابان المعاصرة. سلسلة Suny في المعاصرة. جامعة الدولة في نيويورك. ص. 18. ISBN:978-0-7914-3255-6.

## روابط خارجية
- التاريخ لـ هيتاشي فوريومونو (تاريخ هيتاشي فوريومونو) - جمعية هيتاشي للسياحة والمنتجات
- هيتاشي فوريومونو - كوتوبانك، القاموس الياباني عبر الإنترنت
- الاحتفال الكبير، مأمورية كامين - الموقع الرسمي لضريح كامين
- متحف مدينة هيتاشي (Hitachi City Museum) - المتحف المحلي، الذي يحتوي على مساحة دائمة لـ هيتاشي فوريومونو

قالب:لائحة اليونسكو للتراث الثقافي اللامادي للإنسانية